# Erzbistum Gaeta
Das Erzbistum Gaeta (lateinisch: Archidioecesis Caietana, italienisch: Arcidiocesi di Gaeta) ist eine Erzdiözese der römisch-katholischen Kirche in Italien mit Sitz in Gaeta, Latium, südlich von Rom. Patrone der Erzdiözese sind die Heiligen Erasmus von Antiochia und Marcian von Syrakus, die am 2. Juni gefeiert werden.

## Territorium
Das Gebiet der Erzdiözese umfasst einigen Gemeinden in der Provinz Latina (Campodimele, Castelforte, Fondi, Formia, Gaeta, Itri, Lenola, Minturno, Monte San Biagio, Santi Cosma e Damiano, Sperlonga, Spigno Saturnia), einschließlich der Pontinischen Inseln (Ponza und Ventotene) und Gemeinden der Provinz Frosinone (Ausonia, Coreno Ausonio und Pastena). Die 57 Pfarreien sind in vier Dekanate gegliedert: Fondi, Formia, Gaeta und Minturno.

## Geschichte
Die Gründung des Bistums fällt mit der Übertragung des Bistums Formia nach Gaeta zum Zeitpunkt des Aufgabe der Stadt nach einer Belagerung Formias durch die Sarazenen um etwa 859. Im zehnten Jahrhundert wurde die Diözese Gaeta mit dem Bistum Traetto (dem alten Bistum Minturno, das um 590 mit dem Bistum Formia zusammengeführt und während des Pontifikats Papst Leos III. wiederhergestellt wurde) vereint.
Im Jahre 1818 wurde es nach einem Konkordat zwischen Papst Pius VII. und König beider Sizilien Ferdinand I. mit der päpstlichen Bulle De utiliori mit dem aufgelösten Bistum Fondi vereinigt. Am 31. Dezember 1848 wurde es zum Erzbistum erhoben, das immediat dem Heiligen Stuhl unterstellt war.

## Kathedrale
Die heute barocke Kathedrale Santi Erasmo e Marciano e di Santa Maria Assunta wurde von Papst Paschalis II. und Bischof Alberto am 22. Januar, wahrscheinlich 1106, geweiht (aber das Jahr ist ungewiss und schwankt je nach Ferdinando Ughelli oder Lodovico Antonio Muratori oder Paul Fridolin Kehr zwischen 1099 und 1110). Sie hat den Rang einer Basilica minor.

## Statistik
| Jahr | Bevölkerung | Bevölkerung | Bevölkerung | Priester    | Priester           | Priester         | Priester               | Ständige Diakone | Ordensleute | Ordensleute | Pfarreien |
| Jahr | Katholiken  | Einwohner   | %           | Gesamt-zahl | Diözesan- priester | Ordens- priester | Katholiken je Priester | Ständige Diakone | männlich    | weiblich    | Pfarreien |
| ---- | ----------- | ----------- | ----------- | ----------- | ------------------ | ---------------- | ---------------------- | ---------------- | ----------- | ----------- | --------- |
| 1969 | 129.698     | 130.800     | 99,2        | 116         | 80                 | 36               | 1118                   |                  | 41          | 322         | 50        |
| 1980 | 136.361     | 143.630     | 94,9        | 110         | 66                 | 44               | 1239                   |                  | 48          | 298         | 54        |
| 1990 | 149.000     | 152.000     | 98,0        | 90          | 56                 | 34               | 1655                   | 1                | 36          | 219         | 57        |
| 2000 | 155.000     | 158.100     | 98,0        | 87          | 58                 | 29               | 1781                   | 19               | 32          | 225         | 57        |
| 2001 | 151.200     | 159.153     | 95,0        | 81          | 53                 | 28               | 1866                   | 19               | 31          | 225         | 57        |
| 2004 | 159.175     | 159.315     | 99,9        | 82          | 55                 | 27               | 1941                   | 18               | 30          | 229         | 57        |
| 2006 | 152.350     | 160.150     | 95,1        | 81          | 54                 | 27               | 1880                   | 18               | 30          | 216         | 57        |
| 2013 | 149,400     | 163.000     | 91,7        | 71          | 54                 | 17               | 1880                   | 25               | 20          | 155         | 57        |